# Turtur
Turtur là một chi chim trong họ Columbidae.